# Референдум за независимост на Бугенвил (2019)
Референдум за независимост на Бугенвил се провежда в периода 23 ноември – 7 декември 2019 г. Резултатите са обявени на 11 декември 2019 г. Референдумът е в резултат на споразумение между правителството на Папуа Нова Гвинея и автономното правителство на Бугенвил. Гласоподавателите имат възможността да избират между по-голяма автономия в границите на Папуа Нова Гвинея или пълна независимост. Гласуването не е обвързващо и правителството на Папуа Нова Гвинея има последната дума за това какво ще се случи, ако избирателите гласуват за независимост.
По-голямата част от гласоподавателите са в полза на независимостта, като 98,31% гласуват за независимост и само 1,69% гласуват за по-голяма автономия.

## История
Според мирното споразумение референдумът, който включва възможността за независимост, трябва да се проведе най-късно до юни 2020 г. Първоначално гласуването е насрочено за 15 юни 2019 г., преди да бъде отложено до 17 октомври поради спор относно финансирането. Референдумът отново е отложен до 23 ноември по искане на Комисията за провеждане на референдума в Бугенвил, за да се гарантира по-голямо доверие и повече хора да могат да гласуват. По-голямата част от обещаното финансиране не е изпратено от националното правителство. И двете правителства заявяват, че това е последното забавяне на референдума.
Организирането на референдума е трудно, тъй като голяма част от населението е в малки махали и села, а около половината от населението е неграмотно.
През октомври 2018 г. бившият министър-председател на Ирландия Бърти Ахърн е назначен за председател на Комисията за провеждане на референдума в Бугенвил, която отговаря за подготовката му.
През ноември Комисията съставя официалният „сертифициран избирателен списък“, който се използва при гласуването. Броят на гласоподавателите е 206 731 души.
| Избиратели           | Мъже    | Жени    | Непопълнено | Общо    |
| -------------------- | ------- | ------- | ----------- | ------- |
| Живеещи в Бугенвил   | 98 565  | 95 371  | 80          | 194 016 |
| Не живеят в Бугенвил | 6846    | 5844    | 25          | 12 715  |
| Общо                 | 105 411 | 101 215 | 105         | 206 731 |

## Въпрос
Гласоподавателите трябва да отговорят на въпроса:
Одобрявате ли Бугенвил да получи: (1) По-голяма автономия (2) Независимост?

## Резултати
| Избор                                         | Избор                          | Избиратели | %     |
| --------------------------------------------- | ------------------------------ | ---------- | ----- |
|                                               | Независимост                   | 176 928    | 98.31 |
|                                               | По-голяма автономия            | 3043       | 1.69  |
| Недействителни/празни бюлетини                | Недействителни/празни бюлетини | 1096       | –     |
| Общо                                          | Общо                           | 181 067    | 100   |
| Регистрирани избиратели                       | Регистрирани избиратели        | 206 731    | 87.59 |
| Източници: Избирателна комисия за референдума |                                |            |       |

| Разпределение на гласовете | Разпределение на гласовете | Разпределение на гласовете | Разпределение на гласовете | Разпределение на гласовете |
| -------------------------- | -------------------------- | -------------------------- | -------------------------- | -------------------------- |
|                            |                            |                            |                            |                            |
| Независимост               | Независимост               |                            | 98.31%                     | 98.31%                     |
| По-голяма автономия        | По-голяма автономия        |                            | 1.69%                      | 1.69%                      |